# San Sebastián de Buenavista
San Sebastián de Buenavista è un comune della Colombia facente parte del dipartimento di Magdalena.
Il centro abitato venne fondato da Fernando de Mier y Guerra nel 1748, mentre l'istituzione del comune è del 13 dicembre 1957.